# Polytope dual
En mathématiques, et plus précisément en géométrie, la notion de polytope dual généralise celle de polyèdre dual ; il s'agit d'une construction d'un nouveau polytope, dont les (hyper)faces correspondent aux sommets du premier. Cette construction, utilisant la transformation par polaires réciproques, est également étroitement liée à la notion de convexité.
Un polytope est dit autodual s'il est son propre dual.

## Définition
Soit {\displaystyle x} un point de {\displaystyle \mathbb {R} ^{n}} (identifié à l'espace affine euclidien d'origine le vecteur nul) ; on définit le demi-espace {\displaystyle H_{x}^{+}} par {\displaystyle \{y\in R^{n},<x,y>\leq 1\}}, où <> désigne le produit scalaire ; sa frontière, l'hyperplan {\displaystyle H_{x}=\{y\in R^{n},<x,y>=1\}}  est la polaire de x par rapport à la sphère unité. Soit P un polytope dont les sommets sont les points (non nuls) {\displaystyle v_{i}} de {\displaystyle \mathbb {R} ^{n}}. Alors le polytope dual {\displaystyle P^{*}} est le sous-ensemble de {\displaystyle \mathbb {R} ^{n}} défini par l'intersection de tous les demi-espaces {\displaystyle H_{v_{i}}^{+}}.
Pour un polyèdre P, {\displaystyle P^{*}} est alors aussi un polyèdre, et on a alors les associations suivantes : la face duale {\displaystyle v^{*}}  d’un sommet v de P est une face du polyèdre {\displaystyle P^{*}} normale à la droite (Ov). De même, le dual d’une arête e = {\displaystyle (v_{1};v_{2})} est l’arête égale à l’intersection des duaux des 2 sommets. Enfin, le dual d’une face f de P est un sommet.
Soit x un point de l'intérieur relatif d'une face t de P ; on définit l'ensemble {\displaystyle K_{x}}
par{\displaystyle K_{x}=\{y\in R^{n};\forall x'\in P;<x',y>\leq 1\ et\ <x',y>\leq <x,y>\}}.
{\displaystyle K_{x}} est alors appelée face duale de t (puisque {\displaystyle K_{x}} est constant pour tout x dans l'intérieur relatif de t).
Plus généralement, si a est une face de b dans le polyèdre P, {\displaystyle b^{*}} est une face de  {\displaystyle a^{*}} dans le polyèdre {\displaystyle P^{*}}.